# Cuatro Hermanos, Veracruz
Cuatro Hermanos är en ort i Mexiko.   Den ligger i kommunen Las Choapas och delstaten Veracruz, i den sydöstra delen av landet, 600 km öster om huvudstaden Mexico City. Cuatro Hermanos ligger 20 meter över havet och antalet invånare är 108.
Terrängen runt Cuatro Hermanos är platt. Runt Cuatro Hermanos är det ganska glesbefolkat, med 29 invånare per kvadratkilometer. Närmaste större samhälle är Las Choapas, 7,8 km nordost om Cuatro Hermanos. Omgivningarna runt Cuatro Hermanos är en mosaik av jordbruksmark och naturlig växtlighet.